# Antutu
AnTuTu (кит.: 安兔兔) — проприетарное и бесплатное кроссплатформенное приложение для тестирования производительности компьютеров, ноутбуков, планшетов и смартфонов.

## История
Компания разработчик была основана в 2011 году в Пекине китайскими предпринимателями Шао Йингом (邵英) и Лиангом (梁斌). Они начали мультиплатформенную разработку, выпустив версию x86 Linux в мае 2021 года и версию для Windows с поддержкой трассировки лучей в августе 2021 года.
В 2020 году AnTuTu запустила новый рейтинг для сравнения производительности платформ смартфонов на Android. Результат зависит от суммы баллов CPU и GPU, полученных в бенчмарке Antutu V8. Возглавила рейтинг платформа Snapdragon 865 от Qualcomm, далее идут Samsung Exynos 990, Snapdragon 855 Plus, Huawei Kirin 9905G и Snapdragon 855

### Версии
| Версия | Дата       | Список обновлений |
| ------ | ---------- | --- |
| 1      | 2011?      | Производительность процессора, 2D/3D графика, чтение/запись SD и ввод/вывод базы данных. |
| 2      | 2011?      | Новый 3D-бенчмарк, который лучше показывает производительность игр. Новый 2D-бенчмарк на основе OpenGL. |
| 3      | 26-11-2012 | Поддержка четырёхъядерных процессоров и новых графических чипов. Поддержка бенчмарка OpenGL ES 2.0 для тестирования производительности 3D-игр. Новый 2D-бенчмарк для тестирования производительности 2D-игр. Добавление страницы сравнения для сравнения баллов с популярными устройствами. Поддержка платформ x86 и MIPS. |
| 4      | 04-09-2013 | Бенчмарк для пользовательского опыта (UX): многозадачность и Dalvik. Поддержка восьмиядерных процессоров. Поддержка OpenGL ES 3.0. Новая сцена в 3DRating Benchmark. Улучшенная классификация памяти и ввода/вывода. |
| 5      | 28-08-2014 | Тестирование однопоточной производительности процессора. Новые графические движки: 2D (Cocos2D) — 3D (Havok). Новый тест для 64-битных процессоров. Новый тест HTML5. Поддержка Android Runtime (ART). Обновление алгоритма общего балла. Унификация критериев Antutu X (предотвращение мошенничества и обмана). |
| 6      | 03-12-2015 | Новые 3D-тестовые сцены, основанные на Unity3D 5.0: Сад и Покинутая. Добавление новых UX-тестов и увеличение их пропорции в тестировании UX. Новые тесты для процессоров (основанные на использовании одного ядра). Новая пропорция баллов. Кроссплатформенность. |
| 7      | 01-02-2018 | Новые 3D-тестовые сцены: Нефтеперерабатывающий завод и Побережье. Поддержка OpenGL ES 3.1 + AEP. Поддержка тесселяции и теней. Новые UX-тесты, лучше отражающие реальные сценарии использования (Прокрутка, WebView и QR-код). Новая пропорция баллов. Одна кнопка для проверки вашего устройства. Подробная информация об устройстве, включая температуру батареи, уровень заряда батареи и изменения загрузки процессора.              |
| 8      | 17-10-2019 | Введение новой тестовой сцены Vulkan — Терракотовые воины. Обновление всех тестовых элементов в тесте памяти. Включение отображения аппаратных деталей на странице результатов бенчмарка. Включение информации о архитектуре процессора в разделе «Мое устройство». Полная поддержка Android Q. Исправление некорректного отображения параметров камеры на некоторых устройствах с несколькими камерами. Другие улучшения и оптимизации. |
| 9      | 22-03-2021 | Введение новой тестовой сцены Vulkan — Мечник. Алгоритм был значительно изменён в части процессора. Разумное и точное выражение разницы в производительности между кэшами L1, L2, L3, входящими в состав SoC, и памятью LPDDR. Добавлен тест производительности декодирования изображений HEIF. Добавлена функция тестирования производительности видеокодеков H264, H265, VP9, AV1. Другие улучшения и оптимизации.                     |

## Описание
Возможности бенчмарка:
- Определение характеристик устройства и его названия;
- Тест производительности устройства[14] в реальном времени и вывести результат в «своей» системе оценок;
- Тест скорость и совместимость современного браузера;
- Тест экрана (на мультитач, битые пиксели и пр.);
- ИИ-функции с применением нейронного процессора;
- Тест декодирования кодеков H264, H265, VP9, AV1 и декодирования изображений HEIF.[13]

AnTuTu ведёт рейтинг: девайсов по параметрам (CPU, GPU, ОЗУ, UX, общий), SoC (только Android; по CPU и GPU) и по ИИ-производительности (только Android).

## Особенности
Полученные на Android и iOS баллы нельзя сравнивать напрямую из-за различий операционных систем: архитектуры ядер, разных языков разработки и графических API.

## Критика
По состоянию на 2013 год, AnTuTu Benchmark стал настолько распространён и популярен, что недобросовестные производители устройств (в том числе Samsung) стали обманывать бенчмарк, искусственно повышая показатели своей продукции, что сделало бенчмарк ненадёжным. В ответ на это AnTuTu создал новый бенчмарк под названием AnTuTu X, который затруднял производителям обманывать результаты теста.
В марте 2020 года приложение было удалено из магазина Google Play. В качестве одной из причин, называется нарушение политики со стороны разработчика, которым, по версии Google, является Cheetah Mobile, однако в AnTuTu отрицают данную связь, заявляя что «Cheetah Mobile» является лишь их акционерами. Приложение обновляется на официальном сайте.
Не используется как исчерпывающий тест из-за недостаточно всесторонней проверки устройства (например, на троттлинг спустя долгое время, релевантную игровую 3D производительность и производительность на ядро).